# 木村経
木村 経（きむら けい、1934年1月27日 - 1989年6月25日）は、日本の経営者。セコム社長を務めた。神奈川県出身。

## 経歴・人物
1956年に明治大学商学部を卒業し、日本電信電話公社に入社した。1969年に日本警備保障(のちのセコム)に転じ、1972年に取締役に就任し、1976年に常務、1981年に専務を経て、1987年2月に社長に就任。
1989年6月25日心不全のために在任中に死去。55歳没。
社長は飯田亮会長が兼任して、代行した。